# 张公艺
张公艺（578—676），中国唐代郓州寿张县（今山东阳谷县或河南台前县）人。九代同堂，家族九百余人，北齐、北周、隋、唐各朝都对他家予以表彰。665年，唐高宗封禅泰山，经过寿张，来到他家，问他所以能够全家一起共居之因，张公艺写了一百多个忍字进献。唐高宗很赞同，赐给他缣帛。